# Kê chân vịt
Kê chân vịt hay còn gọi mần trầu voi (danh pháp khoa học: Eleusine coracana) là một loài thực vật có hoa trong họ Hòa thảo. Loài này được (L.) Gaertn. mô tả khoa học đầu tiên năm 1788.

## Hình ảnh

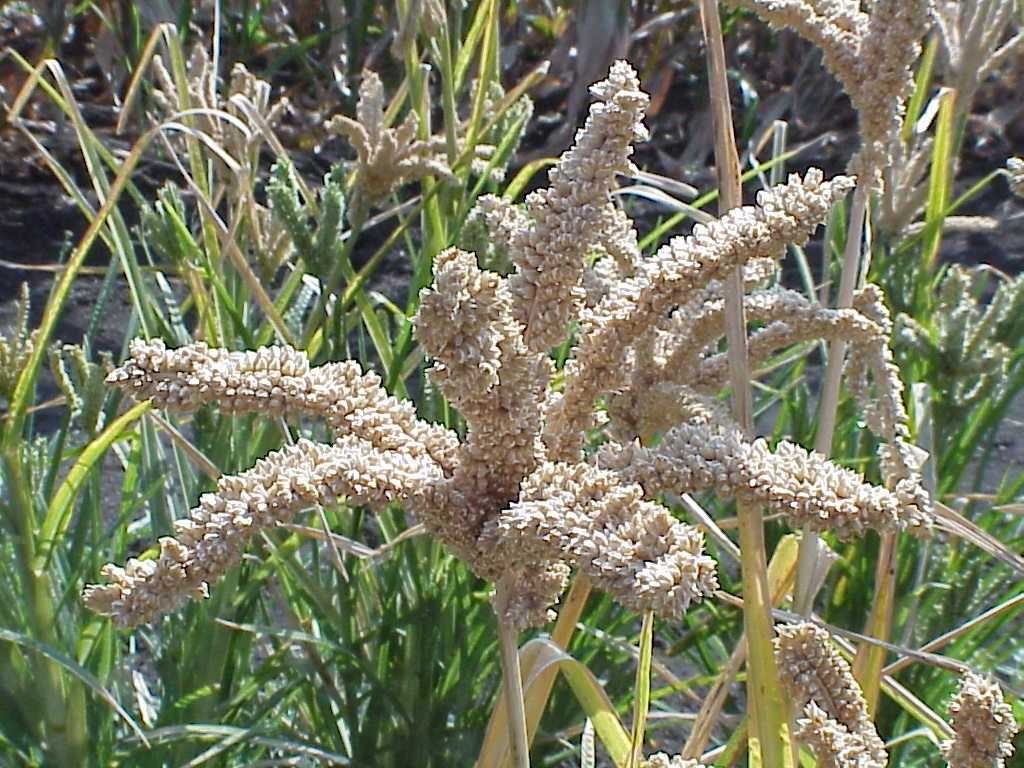
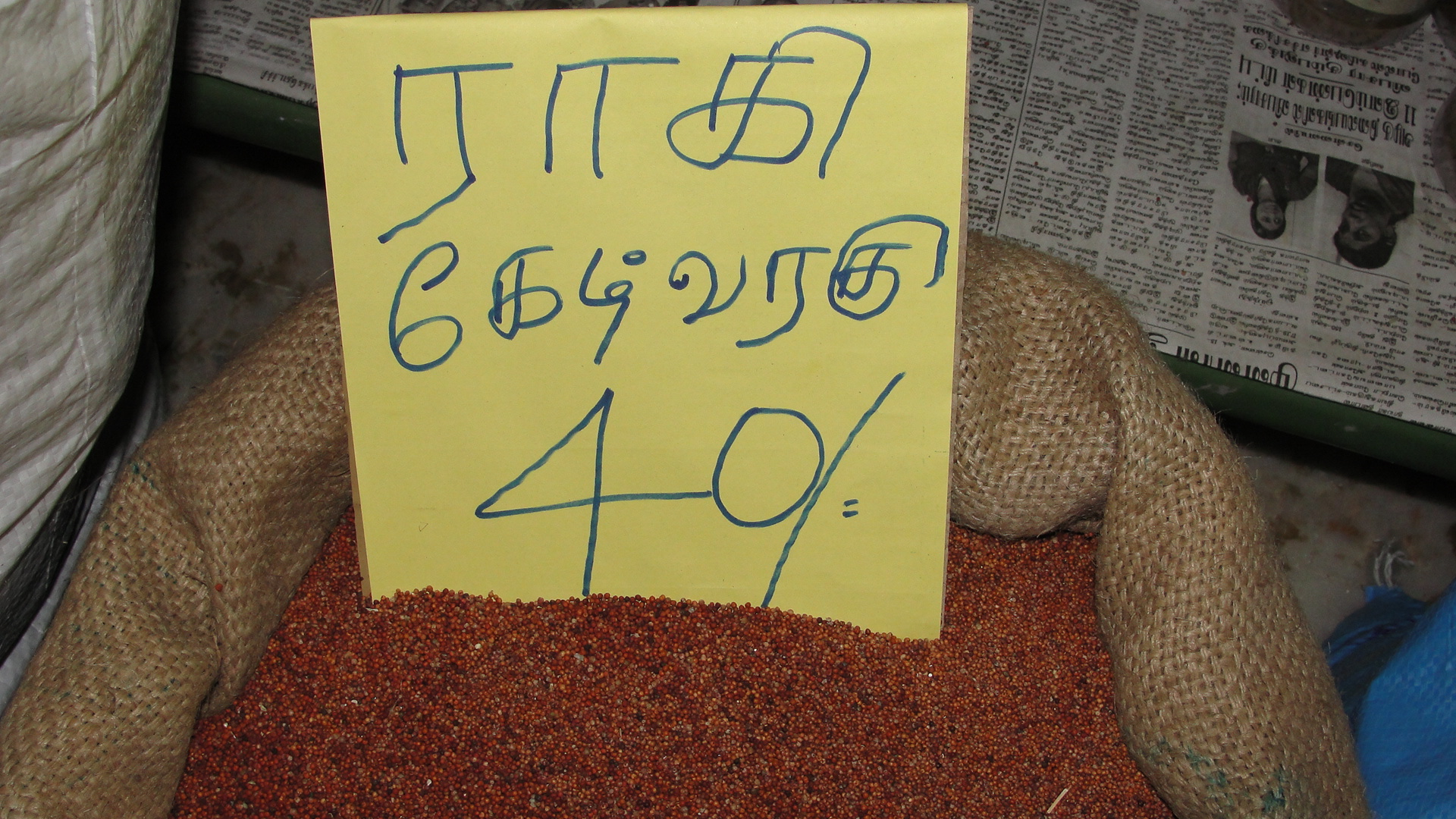
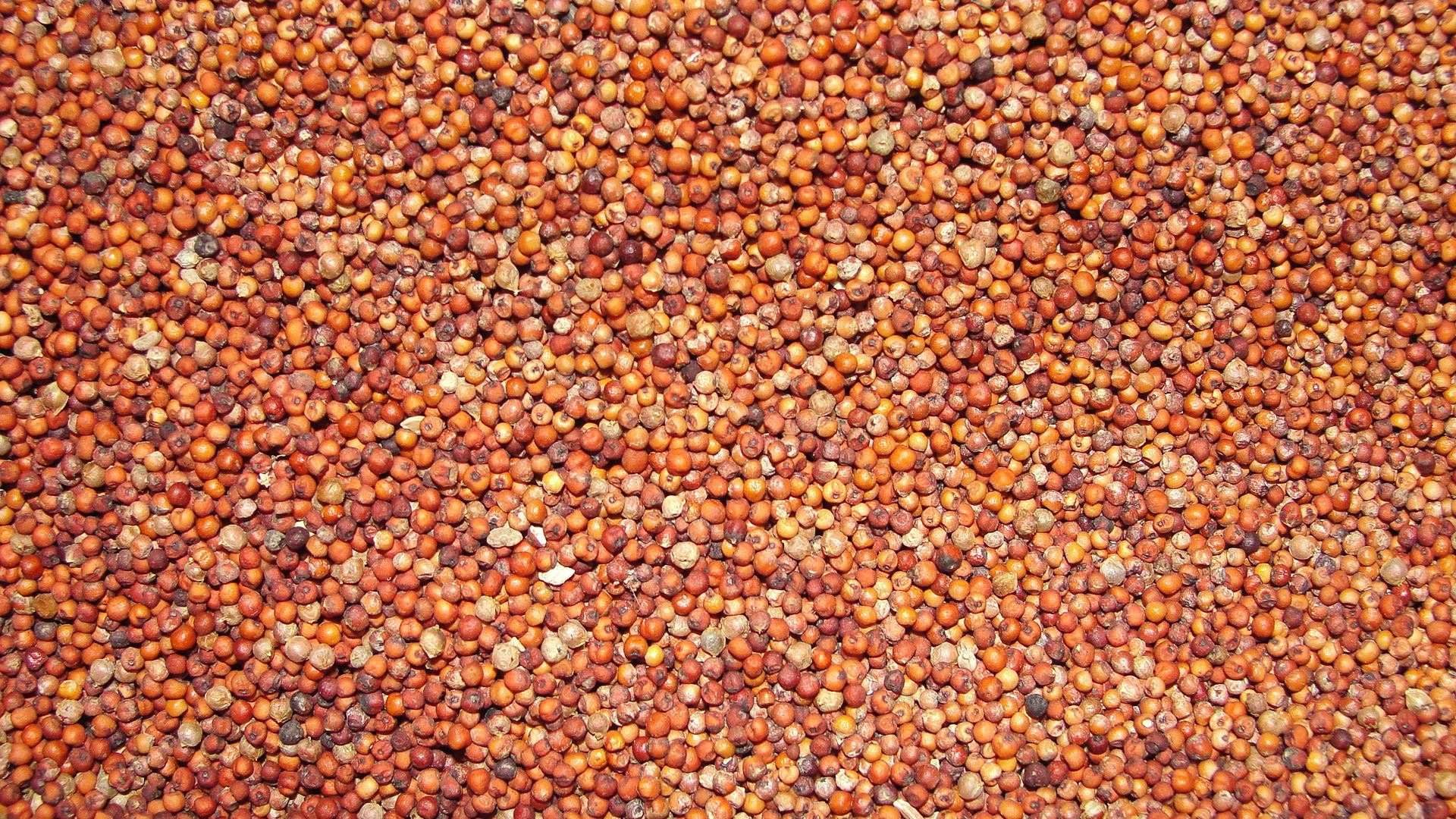
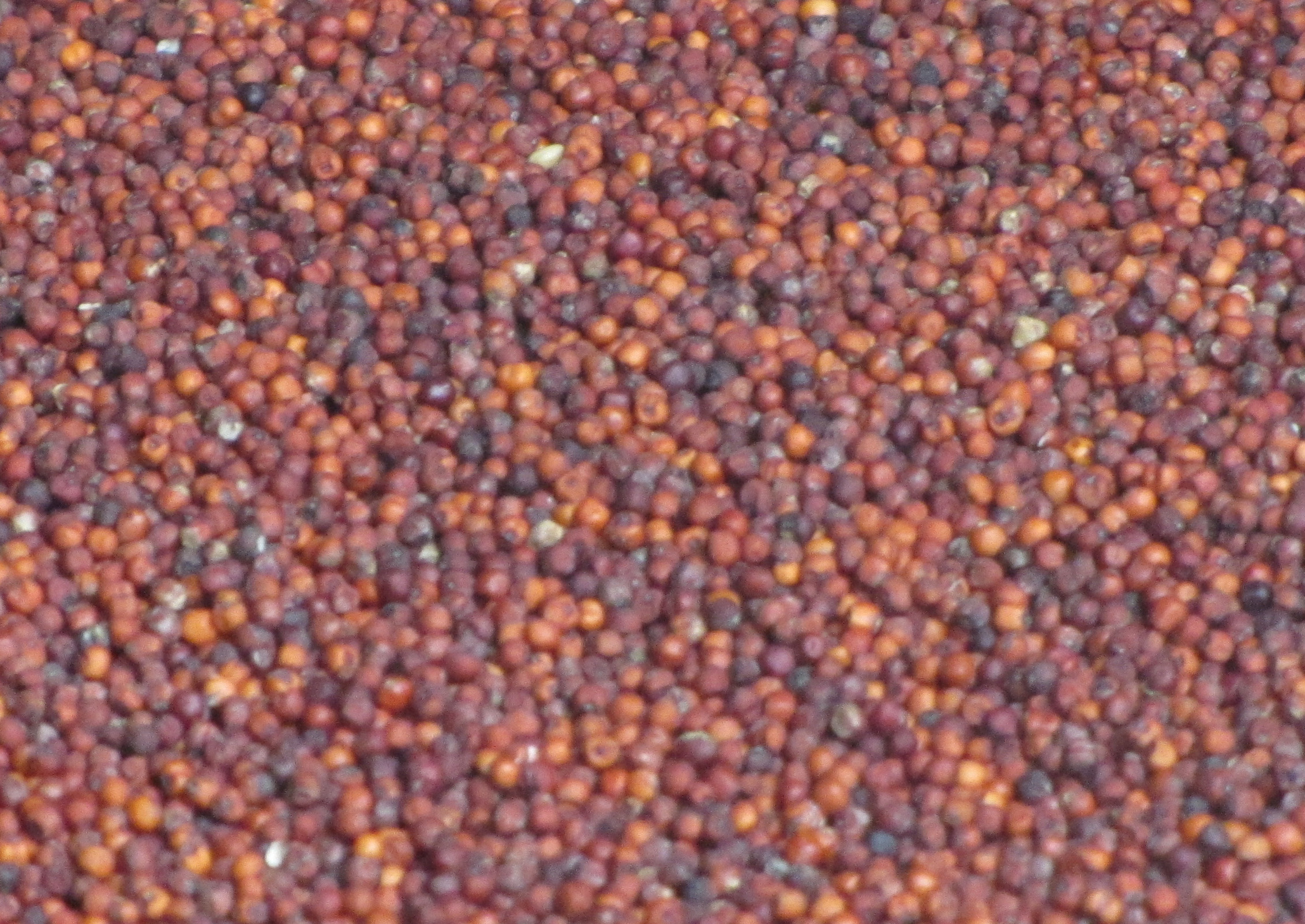
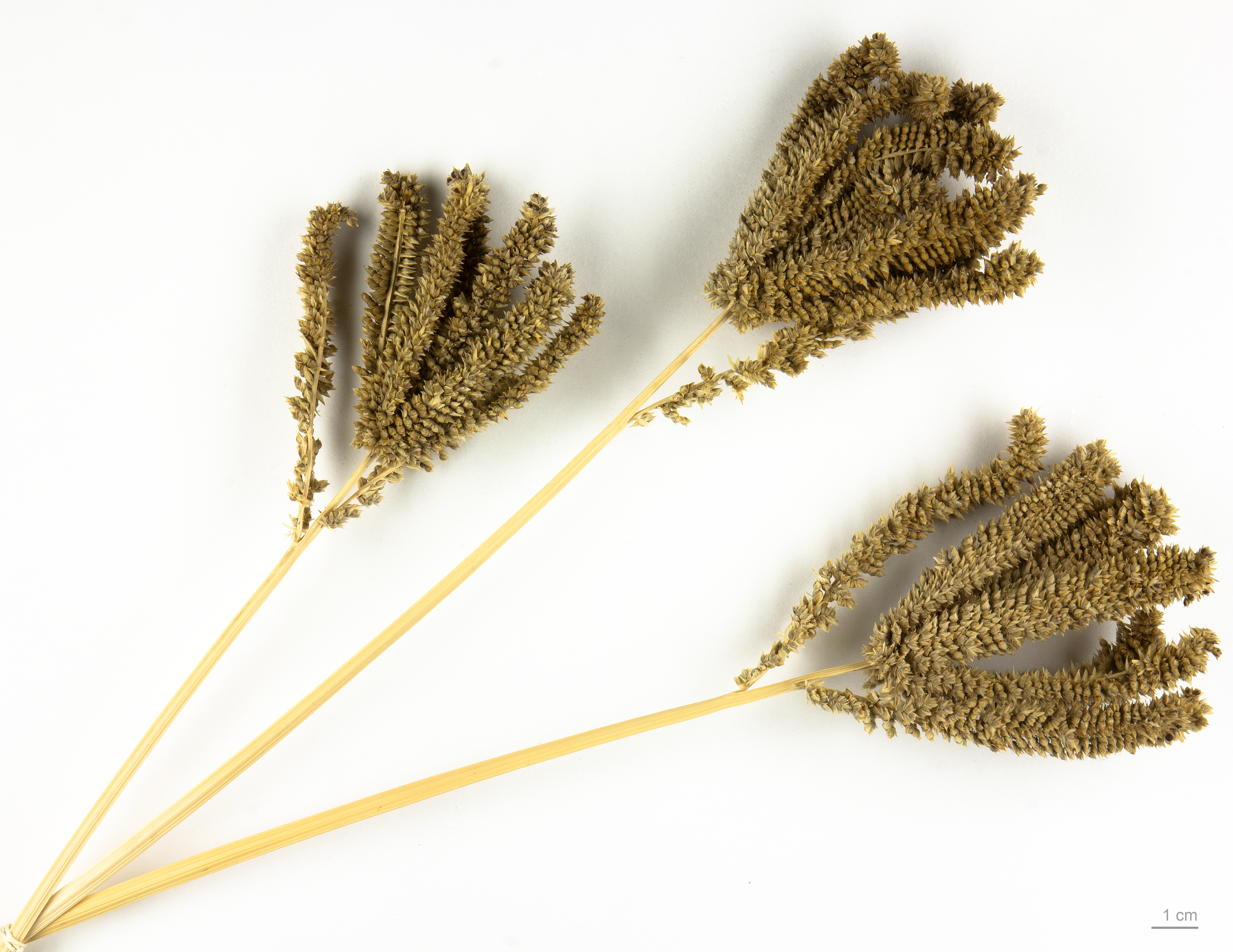
Eleusine coracana - Museum specimen